# Zuid-Koreaanse kampioenschappen schaatsen allround
De Zuid-Koreaanse allroundkampioenschappen schaatsen worden jaarlijks georganiseerd. 

## Mannen
Hieronder volgt een overzicht van de winnaars van de nationale kampioenschappen allround bij de heren (vanaf 2000):
| Jaar | Plaats  | Goud           | Zilver         | Brons            |
| ---- | ------- | -------------- | -------------- | ---------------- |
| 2000 | Seochon | Choi Jae-bong  | Mun Joon       | Park Jae-man     |
| 2001 | Seoul   | Mun Joon       | Yeo Sang-yeop  | Choi Kwun-won    |
| 2002 | Seoul   | Mun Joon       | Yeo Sang-yeop  | Weon-Cheol Yoo   |
| 2003 | Seoul   | Park Jong-min  | Dong-Hwa Jeong | Seok-Woo Choi    |
| 2004 | Seoul   | Lee Seung-hwan | Choi Kwun-won  | Hyeon Lee        |
| 2005 | Seoul   | Lee Seung-hwan | Jin-Woo Lee    | Lee Jong-woo     |
| 2006 | Seoul   | Yeo Sang-yeop  | Choi Kwun-won  | Dong-Hyeon Hwang |
| 2007 | Seoul   | Choi Kwun-won  | Yeo Sang-yeop  | Joon-Yeong Kang  |
| 2008 | Seoul   | Choi Kwun-won  | Yeo Sang-yeop  | Myeong-Seok Kim  |
| 2009 | Seoul   | Choi Kwun-won  | Yeo Sang-yeop  | Song Jin-soo     |
| 2010 | Seoul   | Lee Seung-hoon | Song Jin-soo   | Choi Kwun-won    |
| 2011 | Seoul   | Lee Seung-hoon | Ko Byeong-wook | Jin-Yeong Lee    |
| 2012 | Seoul   | Lee Seung-hoon | Joo Hyung-joon | Ko Byeong-wook   |
| 2013 | Seoul   | Lee Seung-hoon | Cheol-Min Kim  | Joo Hyung-joon   |

### Medaillespiegel (sinds 2000)
| Naam            | Goud | Zilver | Brons |
| --------------- | ---- | ------ | ----- |
| Lee Seung-hoon  | 4    | 0      | 0     |
| Choi Kwun-won   | 3    | 2      | 2     |
| Mun Joon        | 2    | 1      | 0     |
| Lee Seung-hwan  | 2    | 0      | 0     |
| Yeo Sang-yeop   | 1    | 5      | 0     |
| Choi Jae-bong   | 1    | 0      | 0     |
| Park Jong-min   | 1    | 0      | 0     |
| Song Jin-soo    | 0    | 1      | 1     |
| Ko Byeong-wook  | 0    | 1      | 1     |
| Joo Hyeong-joon | 0    | 1      | 1     |

## Vrouwen
Hieronder volgt een overzicht van de winnaars van de nationale kampioenschappen allround bij de dames vanaf 2000:
| Jaar | Plaats  | Goud           | Zilver        | Brons          |
| ---- | ------- | -------------- | ------------- | -------------- |
| 2000 | Seochon | Baek Eun-bi    | Choi Jin-seon | Lee Yong-joo   |
| 2001 | Seoul   | Baek Eun-bi    | Yoon Hee-joon | Choi Jin-seon  |
| 2002 | Seoul   | Baek Eun-bi    | Yoon Hee-joon | Choi Jin-seon  |
| 2003 | Seoul   | Jo Hye-soo     | Lee Jin-hee   | Jo Min-hee     |
| 2004 | Seoul   | Lee Joo-yeon   | Lee Bo-ra     | Lee So-yeon    |
| 2005 | Seoul   | Lee Joo-yeon   | Lee So-yeon   | Baek Eun-bi    |
| 2006 | Seoul   | Noh Seon-yeong | Baek Eun-bi   | Jeong Eun-jee  |
| 2007 | Seoul   | Noh Seon-yeong | Lee So-yeon   | Baek Eun-bi    |
| 2008 | Seoul   | Lee Joo-yeon   | Lee So-yeon   | Ahn Jee-min    |
| 2009 | Seoul   | Lee Joo-yeon   | Park Do-yeong | Noh Seon-yeong |
| 2010 | Seoul   | Noh Seon-yeong | Lee Joo-yeon  | Park Do-yeong  |
| 2011 | Seoul   | Lee Joo-yeon   | Park Do-yeong | Noh Seon-yeong |
| 2012 | Seoul   | Kim Bo-reum    | Park Do-yeong | Noh Seon-yeong |
| 2013 | Seoul   | Kim Bo-reum    | Park Do-yeong | Noh Seon-yeong |

### Medaillespiegel (sinds 2000)
| Naam           | Goud | Zilver | Brons |
| -------------- | ---- | ------ | ----- |
| Lee Joo-yeon   | 5    | 1      | 0     |
| Baek Eun-bi    | 3    | 1      | 2     |
| Noh Seon-yeong | 3    | 0      | 4     |
| Kim Bo-reum    | 2    | 0      | 0     |
| Jo Hye-soo     | 1    | 0      | 0     |
| Park Do-yeong  | 0    | 4      | 1     |
| Lee So-yeon    | 0    | 3      | 1     |
| Yoon Hee-joon  | 0    | 2      | 0     |
| Choi Jin-seon  | 0    | 1      | 2     |
| Lee Jin-hee    | 0    | 1      | 0     |
| Lee Bo-ra      | 0    | 1      | 0     |
| Lee Yong-joo   | 0    | 0      | 1     |
| Jo Min-hee     | 0    | 0      | 1     |
| Jeong Eun-jee  | 0    | 0      | 1     |
| Ahn Jee-min    | 0    | 0      | 1     |

 Argentinië · 
 België · 
 Bohemen · 
 Canada · 
 China · 
 DDR · 
 Duitsland (mannen) - (vrouwen) · 
 Estland · 
 Finland · 
 Frankrijk · 
 Hongarije · 
 IJsland · 
 Italië · 
 Japan · 
 Kazachstan · 
 Mongolië · 
 Nederland (mannen) - (vrouwen) · 
 Nieuw-Zeeland ·
 Noorwegen (mannen) - (vrouwen) · 
 Oekraïne · 
 Oostenrijk · 
 Polen · 
 Roemenië · 
 Rusland · 
 Tsjechië · 
 Verenigde Staten · 
 Wit-Rusland · 
 Zuid-Korea · 
 Zweden · 
 Zwitserland